# Teopomp d'Esparta
Teopomp (en llatí Theopompus, en grec antic θεόπομπος), fou rei d'Esparta el 9è dels europòntides. Es calcula que va poder regnar aproximadament des del 720 aC al 675 aC.
El seu nom està connectat amb dos esdeveniments importants però obscurs de la història d'Esparta, l'establiment dels èfors i la Primera guerra messènica.
Sobre l'establiment dels èfors, segons Plutarc va ser imposat pel partit popular o democràtic com a control de l'oligarquia. Teopomp hi va accedir i la seva dona li va tirar en cara que renunciés a part del poder que tenien els reis, i ell es va defensar dient que aquesta concessió assegurava la seva permanència. Plutarc també explica que Teopomp i el rei de la dinastia agíada que corregnava amb ell, van decretar que els rhetra (disposicions legislatives) que es presentessin per part dels reis o pel senat, l'assemblea popular els acceptés o rebutgés, sense poder modificar-ne el contingut.
La Primera guerra messènica va suposar una victòria per Esparta. La tradició messènia diu que Teopomp va morir assassinat per Aristòmenes de Messènia no gaire després de la guerra, però la tradició espartana diu que només va ser ferit i va seguir regnant. Aristòmenes és considerat l'heroi de la segona guerra messènica i no de la primera.